# Stor-Lidmyrtjärnen
Stor-Lidmyrtjärnen är en sjö i Vindelns kommun i Västerbotten och ingår i Umeälvens huvudavrinningsområde.